# St. Paulus (Dielsdorf)

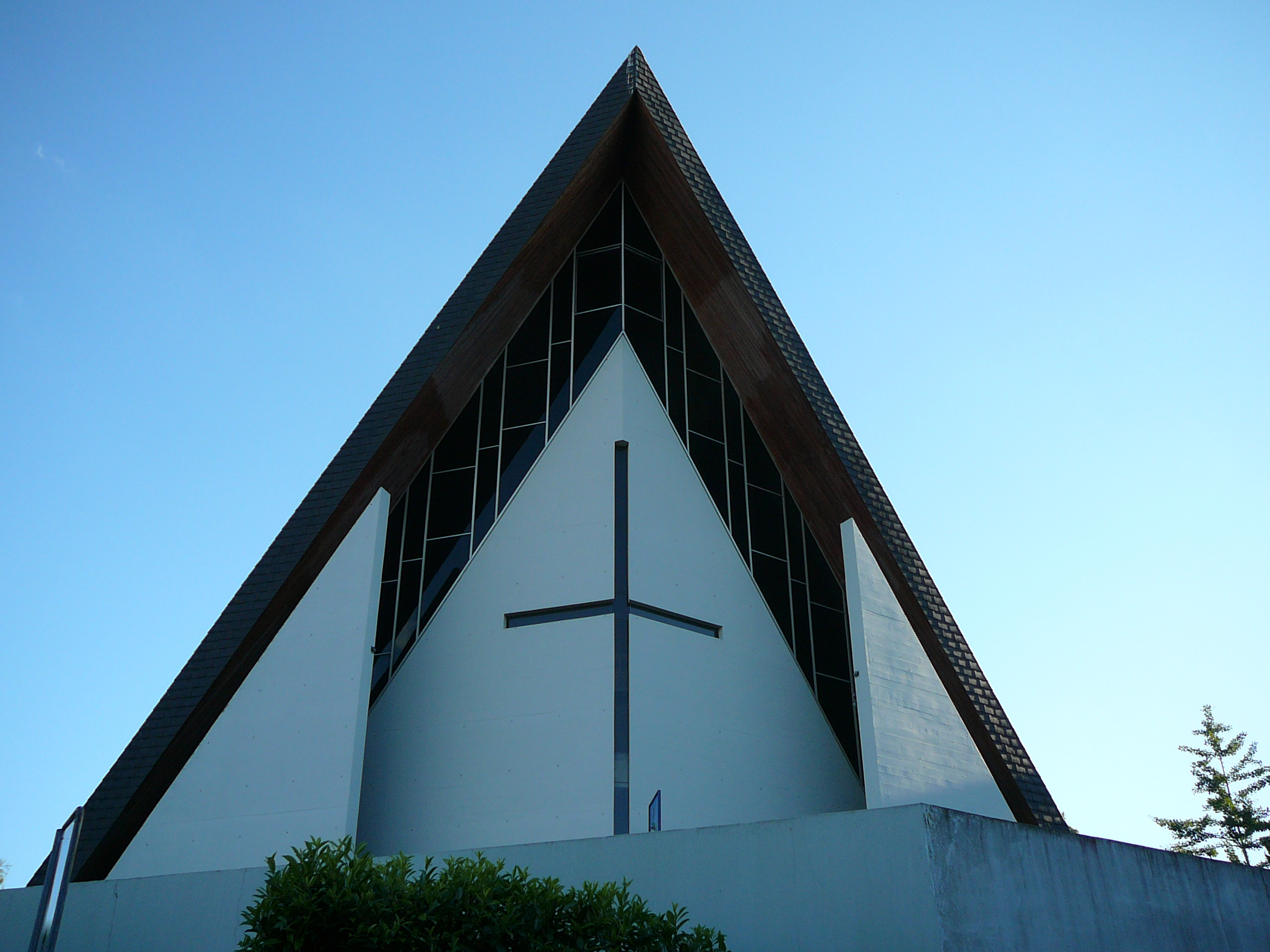
Römisch-katholische Pauluskirche, Aussenansicht

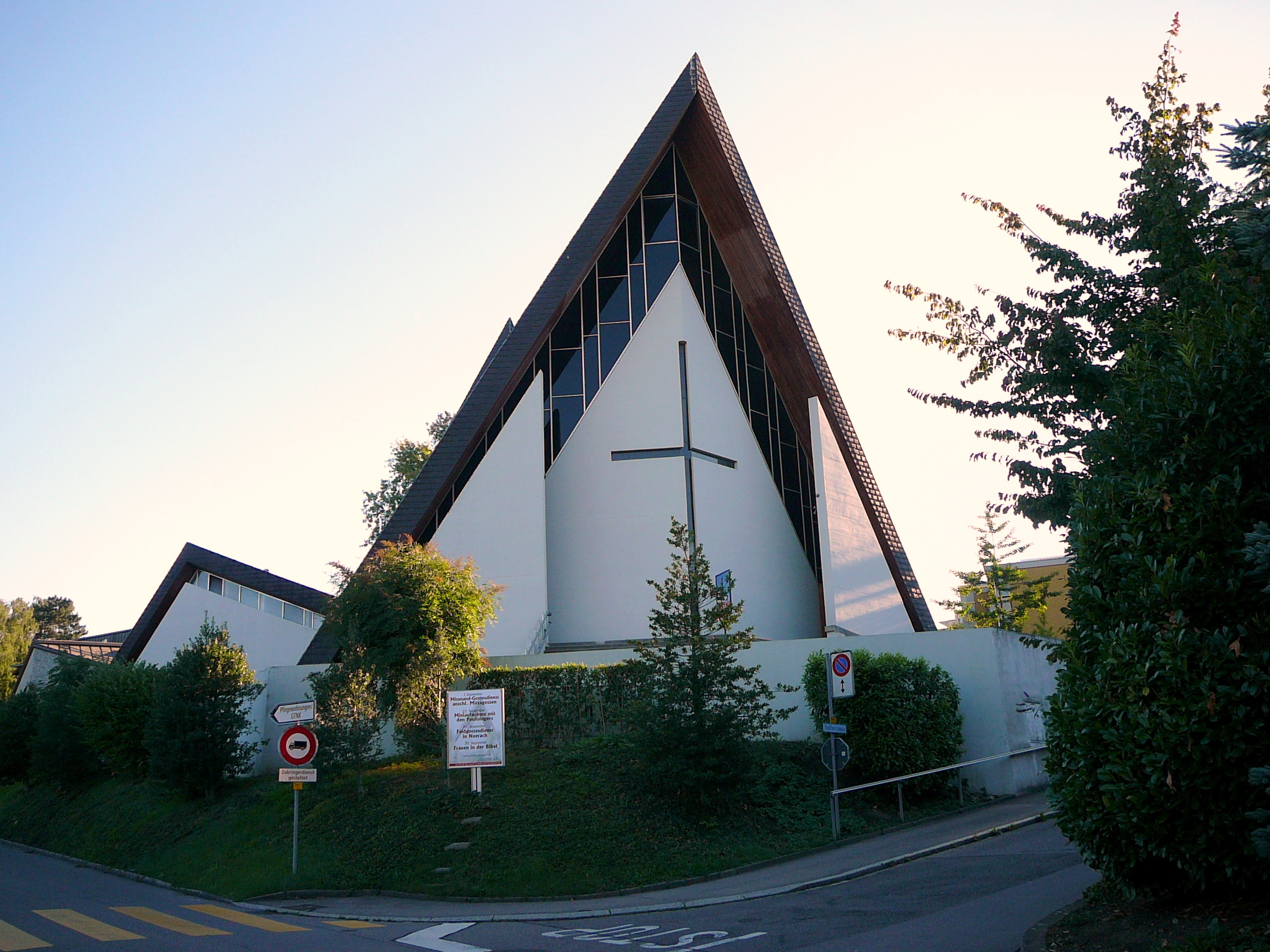
Ansicht von der Buchserstrasse

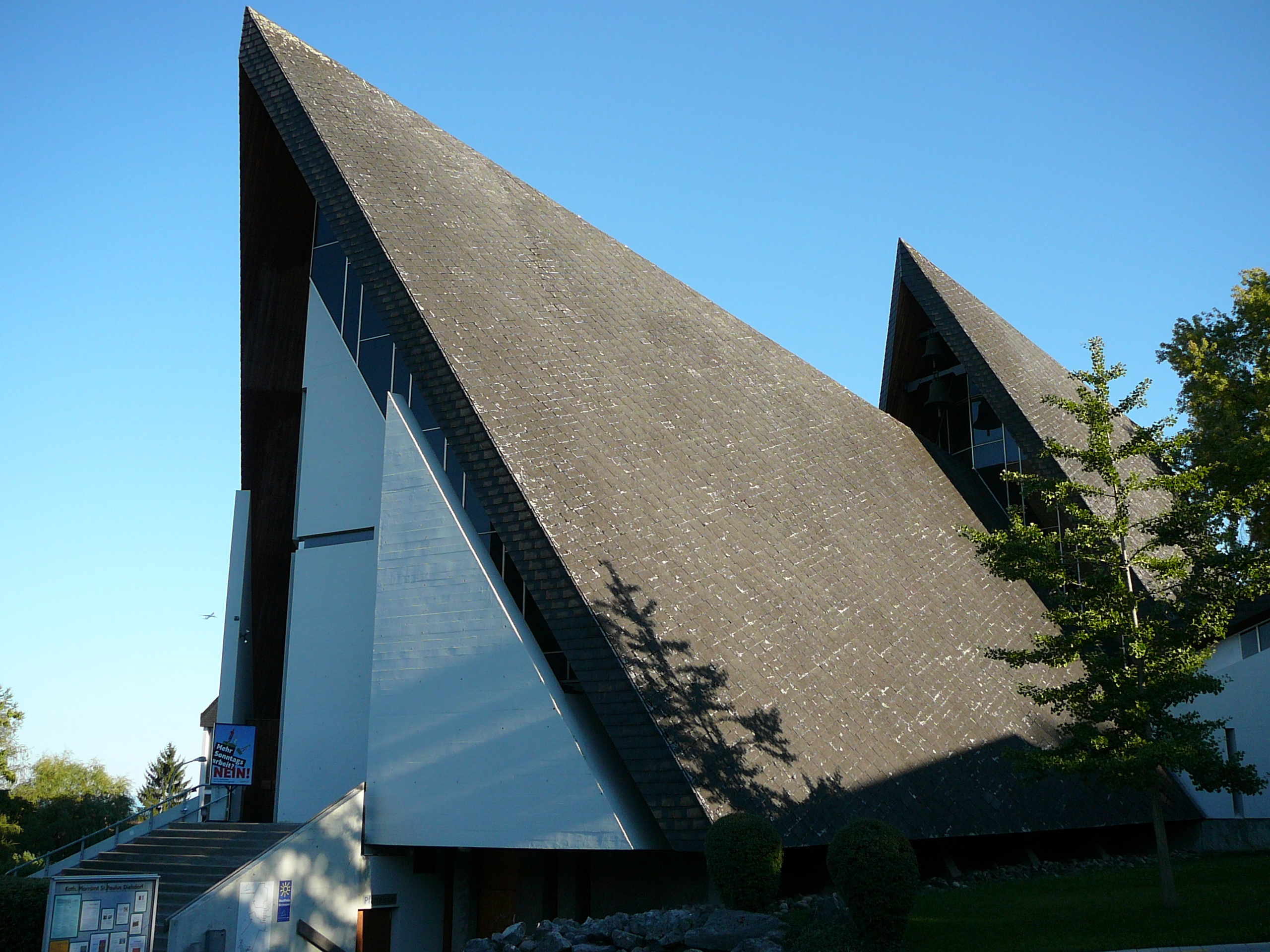
Ansicht von der Breitestrasse

Die Kirche St. Paulus ist die römisch-katholische Pfarrkirche von Dielsdorf im Zürcher Unterland. Die zur Kirche gehörige Pfarrei ist zuständig für die Orte Dielsdorf, Regensberg, Steinmaur, Neerach, Bachs, Schöfflisdorf, Schleinikon sowie Ober- und Niederweningen.

## Geschichte

### Vorgeschichte
In einer Urkunde des Klosters St. Gallen aus dem Jahr 861 wird Dielsdorf erstmals erwähnt. Die gleiche Urkunde bezeugt, dass in Dielsdorf damals bereits eine Kirche existierte. Um 1300 wurde diese Kirche im frühgotischen Stil, zwischen 1480 und 1489 im spätgotischen Stil umgebaut. Nach der Reformation wurde sie als reformierte Kirche weiterverwendet.
Nach der Reformation im Jahr 1523 wurde der katholische Gottesdienst in Zürich und Umgebung bis ins 19. Jahrhundert untersagt. Erst am 10. September 1807 stimmte der Kleine Rat von Zürich der Wiedereinführung des katholischen Kultus zu. Im Rahmen der Industrialisierung zogen aus der Zentral- und der Ostschweiz, aber auch aus dem benachbarten Ausland katholische Arbeiter mit ihren Familien ins Zürcher Unterland. Verkehrstechnisch günstig gelegen und aufgrund der ansässigen Firmen ein Anziehungspunkt auch für die katholischen Arbeiterfamilien, entstand 1882 in Bülach eine katholische Seelsorgestation, aus der die heutige Pfarrei Hl. Dreifaltigkeit hervorging. Diese war zunächst für das gesamte Zürcher Unterland zuständig. Die Pfarrei St. Paulus Dielsdorf ist zusammen mit der Pfarrei St. Christophorus Niederhasli die zweite Seelsorgeeinheit, die von der Pfarrei Hl. Dreifaltigkeit Bülach aus gegründet wurde. Die erste Tochterpfarrei von Bülach war St. Pirminius (Pfungen) (Kirchbau 1900–1901, Pfarreigründung 1902), die zweite St. Petrus Embrachertal (Kirchbau 1924, Pfarreigründung 1974) und die jüngste Tochterpfarrei Glattfelden – Eglisau – Rafz mit den Kirchen St. Josef (Glattfelden) (Pfarreigründung 1967, Kirchbau 1950), St. Judas Thaddäus (Eglisau) (Kirchbau 1949) und der Auferstehungskirche St. Maria Magdalena (Rafz) (Kirchbau 1993).
Am 20. September 1896, dem Eidgenössischen Bettag, hielt der Pfarrer von Bülach in Dielsdorf den ersten katholischen Gottesdienst seit der Reformation ab. Dielsdorf war als Ort ausgewählt worden, weil damals in den Steinbrüchen von Dielsdorf zahlreiche katholische Arbeiter, hauptsächlich aus Italien, tätig waren. Der Messfeier im Saal des Restaurants «Zur Sonne» wohnten in der Folge bis zu 500 Leute unter freiem Himmel bei. In den Räumlichkeiten dieses Restaurants fanden auch in späteren Jahren viele pfarreiliche Anlässe statt. Wegen Problemen, in Dielsdorf einen geeigneten Raum für die Gottesdienste zu finden, und weil in Niederhasli damals mehr Katholiken wohnten als in Dielsdorf, richtete sich das Augenmerk der Seelsorge im südwestlichen Teil des Zürcher Unterlandes für die kommenden Jahrzehnte jedoch schwerpunktmässig auf Niederhasli aus.

### Entstehungs- und Baugeschichte
Im Jahr 1925 errichtete die Pfarrei Bülach in Niederhasli die heutige Kapelle, welche der Schmerzhaften Muttergottes geweiht war. Gleichzeitig mit dem Bau dieser Kirche wurde das Gebiet der heutigen Kirchgemeinde Dielsdorf/Niederhasli zu einem Pfarr-Vikariat erhoben und dadurch kirchenrechtlich zu einer Einheit zusammengefügt. Mit Aussicht auf den Neubau der Kirche St. Paulus in Dielsdorf wurde im Jahr 1954 Niederhasli zusammen mit Dielsdorf zur Pfarrei erhoben und von Bülach abgetrennt. Neben den Orten, die heute zu den beiden Pfarreien Niederhasli und Dielsdorf gehören, war die Pfarrei zunächst auch noch für die beiden im Furttal gelegenen Dörfer Otelfingen und Boppelsen zuständig, die jedoch bei der Gründung der Pfarrei St. Mauritius Regensdorf 1963 dieser zugeschlagen wurden. 1950 konnte in Dielsdorf der Baugrund der heutigen Kirche gefunden werden. Nach 10-jähriger Sammeltätigkeit begann 1960 der Bau der Kirche St. Paulus, welche 1962 fertiggestellt wurde. Da Dielsdorf der Bezirkshauptort ist und neben der Kirche ein grösseres Pfarrhaus errichtet wurde, verlegte man den Hauptsitz der Pfarrei nach Dielsdorf; die Kapelle in Niederhasli wurde dabei der Pfarrei St. Paulus Dielsdorf als zweiter Gottesdienstort angefügt. Im Jahr 1996 wurde Niederhasli schliesslich zu einer eigenen Pfarrei erhoben und von Dielsdorf abgetrennt.
1956 wurde in Niederweningen in einer ehemaligen Turnhalle eine Kapelle eröffnet. Im Jahr 2012 erfolgte die Einweihung des Erweiterungsbaus der Kirche St. Paulus Dielsdorf mit neuem Pfarreizentrum. Die Architekten Martin Ladner und Roland Meier (Zürich und Kopenhagen) errichteten das Erweiterungsgebäude aus hellem Backstein, dessen äussere Form mit dem Kirchgebäude von Justus Dahinden korrespondiert. In den Jahren 2022–23 wurde die Kirche umfassend saniert. Eine Herausforderung bildete dabei die Sanierung des Daches: Damit die Holztäfelung im Kirchenraum mit seiner Patina erhalten bleiben und dennoch die Isolation des Daches mitsamt der alten, asbesthaltigen Dachhülle ersetzt werden konnte, wurde die Innenseite des Daches abgestützt und dann das Dach von aussen her abgetragen. Am 2. Juli 2023 wird die sanierte Kirche eingeweiht.
Die Pfarrei St. Paulus bildet zusammen mit der Pfarrei St. Christophorus Niederhasli eine gemeinsame Kirchgemeinde, welche mit ihren 10‘328 Mitgliedern (Stand 2021) eine der grossen katholischen Kirchgemeinden des Kantons Zürich darstellt.

### Zur Namensgebung
Von Bülach aus wurden mehrere Tochterpfarreien gebildet, unter anderem auch die Pfarrei St. Petrus Embrach. Da dem hl. Petrus und dem hl. Paulus gemeinsam mehrere katholische Kirchen geweiht wurden (z. B. die beiden ältesten römisch-katholischen Kirchen in Zürich und Winterthur), bestimmte man den hl. Paulus zum Kirchenpatron der zweiten Tochterpfarrei von Bülach.

## Baubeschreibung

### Äusseres
Die Kirche St. Paulus erinnert in ihrer architektonischen Grundkonzeption an ein Zelt. Dazu schreibt der Architekt Justus Dahinden: «Der heilige Paulus war ein Zeltmacher; so soll auch seine Kirche etwas vom Charakter der Improvisation zeigen: sie ist nicht endgültige Wohnung Gottes, sondern nur ein ‹Campingplatz› der christlichen Gemeinschaft, der zur ewigen Wohnung hinführen soll.» Vom Ortszentrum her gesehen, befindet sich die Kirche an einem Hang. Als Kontrapunkt zur Hanglage erheben sich die vier Firstlinien der Kirche sowie der Annexbauten über der Buchserstrasse und bilden einen kreuzförmigen Grundriss. Die beiden Glocken der Kirche befinden sich nicht in einem separaten Kirchturm, sondern hängen frei am First des Chores. Von der Buchserstrasse aus gelangt man über eine Treppe zur Kirche, deren christliche Prägung durch ein monumentales Fenster in Kreuzform, das in die Betonwand eingelassen wurde, angezeigt wird. Um ins Kircheninnere zu gelangen, betritt der Gläubige einen höhlenartigen Vorraum, «wo sich der Kirchgänger im Durchschreiten loslöst von der lärmigen profanen Umwelt und sich sukzessive einführt in die Feierlichkeit des kirchlichen Schweigens».

### Innenraum und künstlerische Ausstattung

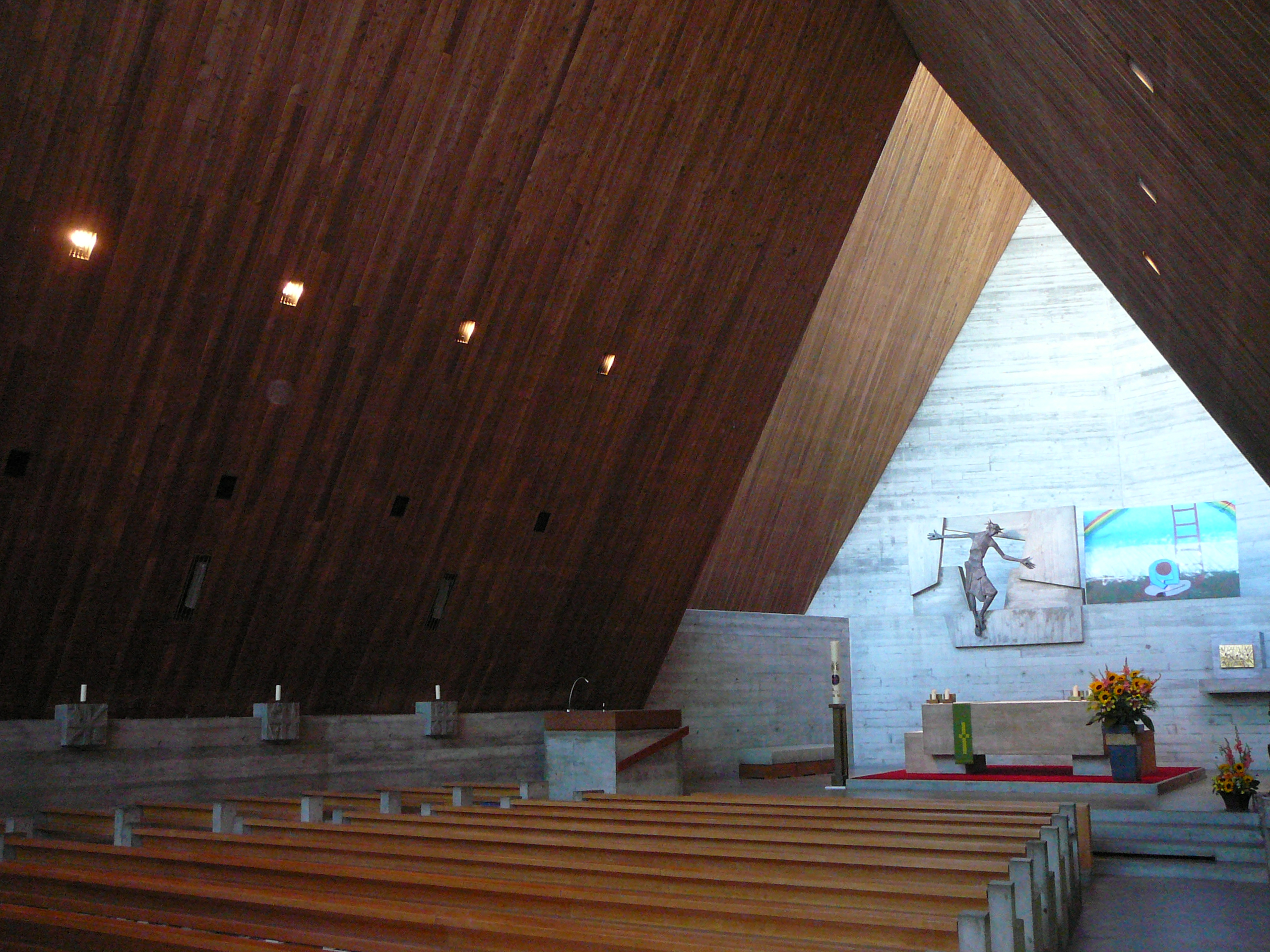
Innenansicht

Das Innere der Kirche wird von zwei Materialien geprägt: Der Boden und die niedrigen Sockelwände bestehen aus Beton, das zeltförmige, hoch aufragende Dach der Kirche wurde mit Lärchenholz verkleidet. Die Fenster der Kirche sind so in den Baukörper eingefügt, dass der Gläubige diese zunächst nicht wahrnimmt. Sie erhellen die Kirche mit indirektem Licht. Die Fenster sind in den Baukörper als parallel zum Dachpaket laufende Glasflächen eingelassen, sodass der Eindruck entsteht, das Kirchendach schwebe über den statisch tragenden Wänden der Kirche. Unter der Orgelempore befinden sich die Beichtstühle und das Taufbecken, welche miteinander eine theologische Einheit bilden, ermöglichen doch Taufe und Beichte die Teilnahme an der Eucharistie, welche im daran anschliessenden Hauptteil der Kirche gefeiert wird. Das Kirchenschiff bietet Platz für 300 Gläubige, zu denen sich symbolisch die zwölf Apostel mittels Apostelkerzen und Betonreliefs gesellen. Abgeschlossen wird der Kirchenraum durch den Chor mit dem Altarraum. Der Bedeutung des Altarraumes wird sowohl durch die Lichtfülle als auch durch das erhöhte Dach des Chors Nachdruck verliehen. Als Volksaltar konzipiert, befindet sich der Betonaltar in der Mitte des Altarraums. Links davon steht der Ambo, hinter dem Altar befinden sich der Tabernakel und die Sitze für das Ministerium. Über dem Altarbereich erhebt sich eine Christusfigur, die mit der Dornenkrone und den Nägeln in Händen und Füssen auf den Karfreitag verweist. Ein traditionelles Kreuz fehlt bei dieser Gestaltung, die Form des Kreuzes wird jedoch durch die innere Hohlform der geöffneten Betonfläche hinter der Christusfigur angedeutet. An der rechten Seite des Altarraums befindet sich eine plastische Marienstatue mit Jesuskind. Wie die Christusfigur wurde auch die Madonna vom Künstler Albert Wider als Bronzeguss gefertigt. Während die Muttergottes ihren Blick dem Jesuskind und dem dahinterliegenden Volksaltar zuwendet, schaut das Jesuskind zu den Bänken der Gläubigen. In seiner Hand hält das Jesuskind eine Traube, die auf die Eucharistie verweist.

### Werktagskapelle
Rechts an den Altarraum wurde eine Werktagskapelle angebaut, die mit beweglicher Bestuhlung 40 Sitzplätze bietet. Der Altar der Werktagskapelle enthält ein Relief, das das Antlitz des Kirchenpatrons, des hl. Paulus, samt seinem Attribut, dem Schwert, zeigt. Unter dem Kirchenschiff befindet sich ein Saal mit 150 Plätzen sowie Bühne, Garderoben und Nebenräumen. Das Pfarrhaus mit eigenem Eingang sowie interner Verbindung zur Sakristei rundet das Kirchenensemble ab.

### Orgel

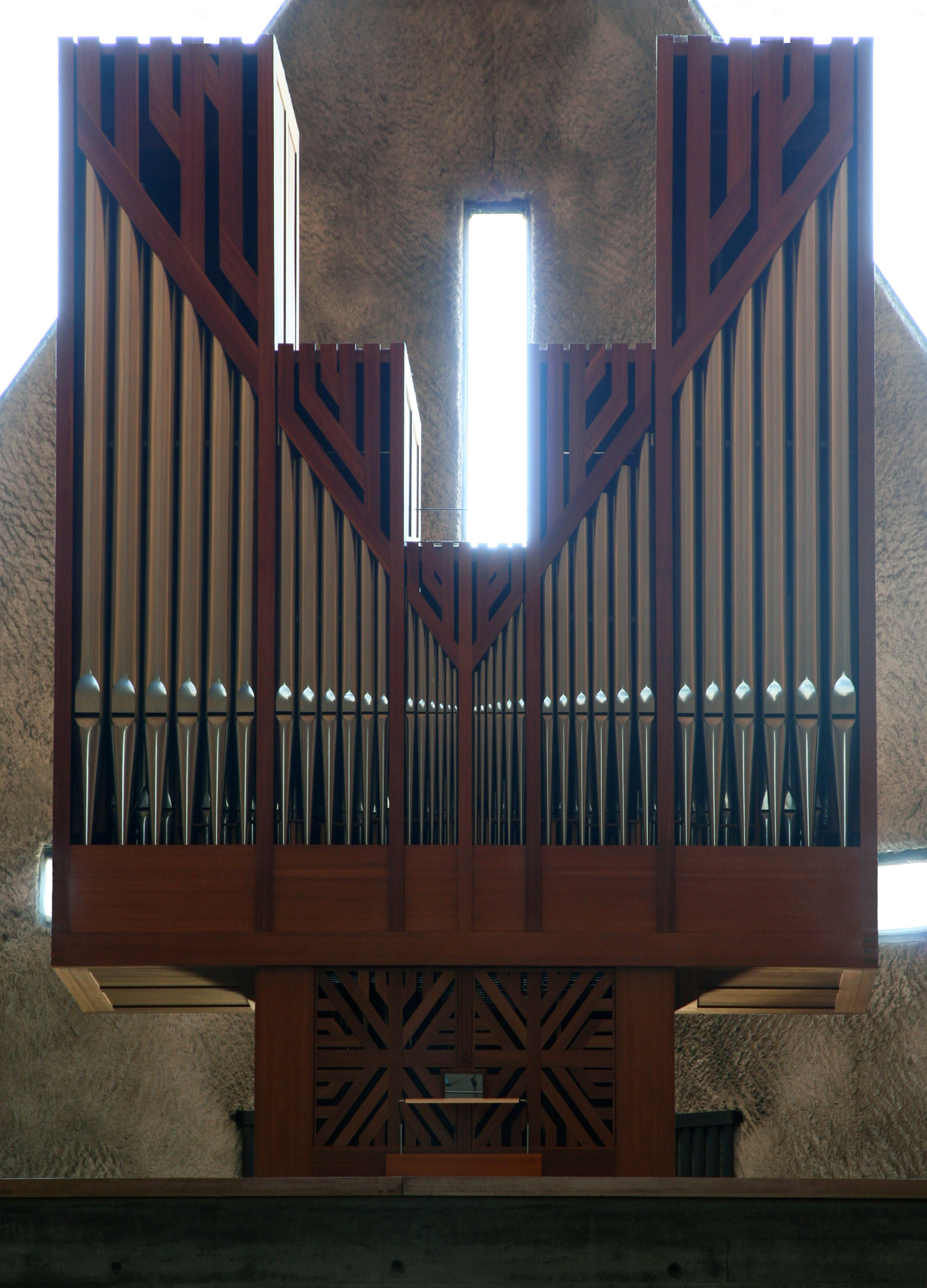
Goll-Orgel von 1975

Die Kirche erhielt zunächst eine elektronische Orgel, die nach zehn Jahren durch eine herkömmliche Pfeifenorgel ersetzt wurde. Die heutige Orgel aus dem Jahr 1975 stammt von der Orgelbaufirma Goll, Luzern, und besitzt 20 klingende Register.
| I Hauptwerk C–g3 |        |
| Principal        | 8′     |
| Rohrflöte        | 8′     |
| Octave           | 4′     |
| Spitzflöte       | 4′     |
| Quinte           | 2 ⁄3′  |
| Octave           | 2′     |
| Terz             | 1 3⁄5′ |
| Mixtur           | 1 ⁄3′  |

| II Brustwerk C–g3 |       |
| Gedackt           | 8′    |
| Spitzgedackt      | 4′    |
| Principal         | 2′    |
| Scharf            | 1′    |
| Quinte            | 1 ⁄3′ |
| Regal             | 8′    |
| Tremulant         |       |

| Pedal C–f1 |     |
| Subbass    | 16′ |
| Octave     | 8′  |
| Octave     | 4′  |
| Mixtur     | 2′  |
| Fagott     | 16′ |
| Trompete   | 8′  |

- Koppeln: II/I, I/P, II/P

## Glocken

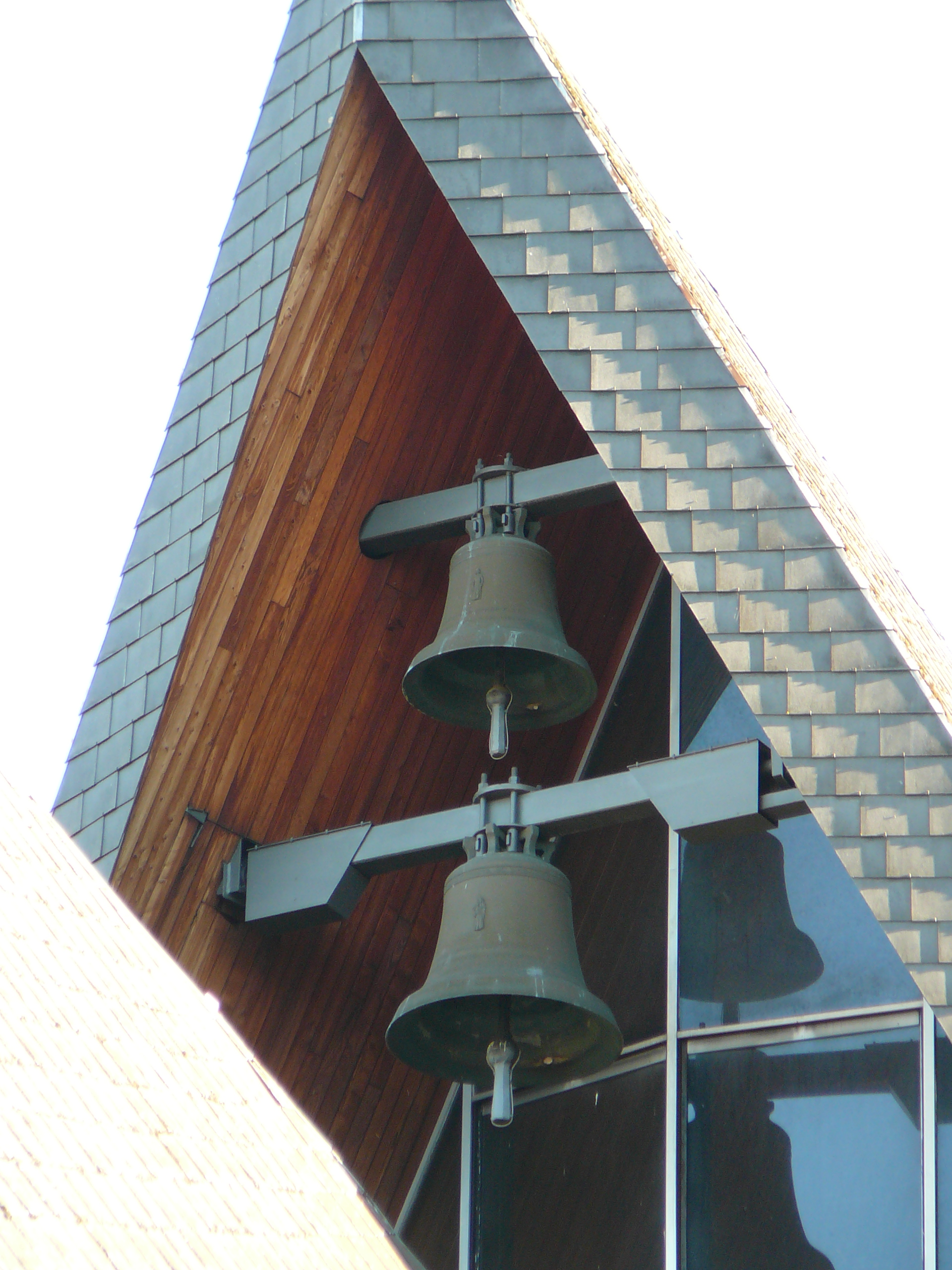
Glocken der Pauluskirche

Die Glocken wurden am 3. Juni 1961 in der Glockengiesserei Eschmann, Rickenbach, gegossen und am 29. Oktober vor der Kirche geweiht. Sie hängen in keinem Kirchturm, sondern am First des Giebels des Chorraumes, von der Breitestrasse aus gut sichtbar.
| Nummer | Gewicht | Widmung            |
| ------ | ------- | ------------------ |
| 1      | 730 kg  | Muttergottes Maria |
| 2      | 425 kg  | Bruder Klaus       |